# Ministr vědy a technologie Izraele
Ministr vědy a technologie Izraele (hebrejsky שר המדע והטכנולוגיה‎) je člen izraelské vlády, který stojí v čele izraelského ministerstva vědy a technologie. Jedná se o relativně malou funkci v rámci izraelské vlády. 
Ministr koncepčně řídí rozvoj vědy a technologie v zemi a od roku 2013 propaguje také Izraelskou kosmickou agenturu. Dále má za úkol propagovat úspěchy vědeckého výzkumu a technologií, a také navazovat mezinárodní spolupráci v těchto oblastech. Další agendou je rozvoj dovedností lidských zdrojů.
Ghálib Madžádala, který tuto funkci zastával v letech 2007 až 2009 byl vůbec prvním muslimským ministrem v izraelských dějinách.

## Názvy
Název této funkce v minulosti prošel několika změnami:
- 1982–84: Ministr vědy a rozvoje
- 1984–88: Ministr vědy a technologie
- 1988–93: Ministr vědy a rozvoje
- 1993–96: Ministr vědy a umění
- 1996–97: Ministr vědy
- 1997–99: Ministr vědy a technologie
- 1999: Ministr vědy
- 1999–02: Ministr vědy, kultury a sportu
- 2003–04: Ministr vědy a technologie
- 2006–09: Ministr vědy, kultury a sportu
- 2009–13: Ministr vědy a technologie
- od 2013: Ministr vědy, technologie a vesmíru

V letech 1949 až 1999 a poté znovu v letech 2003 až 2006 byla kultura součástí portfolia ministra školství. Podobně tak sport byl součástí ministerstva školství v letech 1994 až 1999 a 2003 až 2006. V souvislosti s vytvořením vlády Benjamina Netanjahua v roce 2009 bylo vytvořeno zvláštní ministerstvo pro kulturu a sport.

## Seznam ministrů
| ministr             | strana                     | vláda    | funkční období                      |
| ------------------- | -------------------------- | -------- | ----------------------------------- |
| Juval Ne'eman       | Likud                      | 19., 20. | 26.07.1982–13.09.1984               |
| Gide'on Pat         | Likud                      | 21., 22. | 13.09.1984–22.12.1988               |
| Ezer Weizman        | Ma'arach                   | 23.      | 22.12.1988–15.03.1990               |
| Juval Ne'eman       | Likud                      | 24.      | 11.06.1990–21.01.1992               |
| Amnon Rubinstein    | Merec                      | 25.      | 13.07.1992–31.12.1992               |
| Šim'on Šitrit       | Strana práce               | 25.      | 13.07.1992–07.06.1993               |
| Šulamit Aloniová    | Merec                      | 26.      | 07.06.1993–18.06.1996               |
| Benny Begin         | Likud                      | 27.      | 18.06.1996–16.01.1997               |
| Benjamin Netanjahu  | Likud                      | 27.      | 18.06.1996–09.07.1997               |
| Micha'el Ejtan      | Likud                      | 27.      | 09.07.1997–13.07.1998               |
| Silvan Šalom        | Likud                      | 27.      | 13.07.1998–06.07.1999               |
| Ehud Barak          | Jeden Izrael               | 28.      | 06.07.1999–05.08.1999               |
| Matan Vilna'i       | Jeden Izrael, Strana práce | 28., 29. | 05.08.1999–02.11.2002               |
| Eli'ezer Sandberg   | Šinuj                      | 30.      | 28.02.2003–19.07.2004               |
| Ilan Šalgi          | Šinuj                      | 30.      | 24.07.2004–29.11.2004               |
| Viktor Brailovsky   | Šinuj                      | 30.      | 29.11.2004–04.12.2004               |
| Matan Vilna'i       | Strana práce               | 30.      | 28.08.2005–23.11.2005               |
| Roni Bar-On         | Kadima                     | 30.      | 18.01.2006–04.05.2006               |
| Ofir Pines-Paz      | Strana práce               | 31.      | 04.05.2006–01.11.2006               |
| Juli Tamir          | Strana práce               | 31.      | 05.11.2006–21.03.2007 (zastupující) |
| Ghálib Madžádala    | Strana práce               | 31.      | 21.03.2007–31.03.2009               |
| Daniel Hershkowitz  | Židovský domov             | 32.      | 31.03.2009–18.03.2013               |
| Ja'akov Peri        | Ješ atid                   | 33.      | 18.03.2013–04.12.2014               |
| Danny Danon         | Likud                      | 34.      | 14.05.2015–27.08.2015               |
| Ofir Akunis         | Likud                      | 34.      | 02.09.2015–17.05.2020               |
| Jizhar Šaj          | Kachol lavan               | 35.      | 17.05.2020–12.01.2021               |
| Orit Farkaš-Hakohen | Kachol lavan               | 36.      | 13.06.2021–29.12.2022               |
| Ofir Akunis         | Likud                      | 37.      | 29.12.2022–18.03.2024               |
| Gila Gamli'el       | Likud                      | 37.      | 18.03.2024–                         |

### Seznam náměstků ministrů
| náměstek        | strana  | vláda | funkční období        |
| --------------- | ------- | ----- | --------------------- |
| Ge'ula Kohenová | Techija | 24.   | 25.06.1990–31.10.1991 |
| Cipi Chotovely  | Likud   | 33.   | 29.12.2014–14.05.2015 |